# Fairchild Hiller FH-227
El Fairchild F-27 y el Fairchild Hiller FH-227 fueron aviones derivados del Fokker F27 holandés, construidos bajo licencia por Fairchild Hiller en su fábrica de Hagerstown, estado de Maryland, Estados Unidos.

## Historia
Las relaciones entre Fokker y Fairchild comenzaron hacia 1952. Ambos constructores habían trabajado anteriormente en la búsqueda de un avión que lograse reemplazar el DC-3. En un principio, Fairchild logró obtener la licencia de fabricación de los aviones de entrenamiento Fokker S.11, S.12 y S.14. El 26 de abril de 1956, Fairchild llegó a un acuerdo con Fokker para construir bajo licencia el Fokker F27, por entonces en desarrollo en Países Bajos y se decidió la construcción de la fábrica en Hagerstown, Maryland.
El primer pedido americano por los aviones producidos por Fairchild no tardó en llegar: en abril de mismo año se recibió una orden inicial de la aerolínea West Coast Airlines por cuatro aviones, a la que les siguieron en mayo un nuevo pedido de Bonanza Airlines de tres unidades y en junio siete más para Piedmont Airlines.
El primer F-27 producido por Fairchild fue entregado a su cliente, poco tiempo antes que la fábrica Fokker en Schiphol-Holanda hubiera entregado su primer modelo de serie. Los aviones producidos por Fairchild recibieron denominaciones diferentes a los modelos holandeses:
F.27-100 producido por Fokker equivalía al F-27 de Farchild.
F.27-200 al F-27A de Farchild.
F.27-300 al F-27B de Farchild.
Fairchild por su parte desarrolla versiones propias, como la F-27F(un avión VIP en configuración ejecutiva), el F-27J, más pesado y con turbopropulsores Dart Mk 532-7 para la Allegheny Airlines y el modelo de prestaciones mejoradas en alta cota F-27M.

## Desarrollo del FH-227

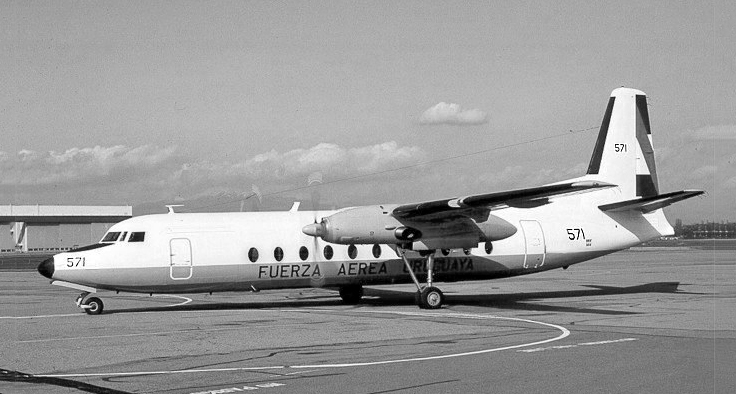
Fairchild Hiller 227 usado en la película Viven que trata del Vuelo 571 de la Fuerza Aérea Uruguaya.

En 1964 Fairchild se fusiona con el fabricante Hiller, creando así la Fairchild Hiller Corporation y comienzan los estudios de desarrollo para un avión de mayor capacidad, siempre utilizando como base de desarrollo el Fokker F-27 y su planta motriz Rolls-Royce Dart.
Se cambia la denominación de los aviones producidos, que en el futuro se llamarán FH-227.
Los trabajos iniciales consisten en un alargamiento de la estructura del fuselaje, agregando una sección delante de las alas que aumenta su longitud en 1.98 m. Esto permite pasar de una capacidad de 40 pasajeros en los F.27 a 52 en los FH-227. Exteriormente, los aviones eran también reconocibles no solo por su mayor longitud, sino que ahora llevaban doce ventanillas ovales por lado, comparados a las diez de los F.27. Estos modelos iniciales fueron motorizados con Dart 532-7, los mismos motores de los F-27J. 
El objetivo básico de la Fairchild Hiller era lograr un avión que fuera económicamente rentable, fiable y de fácil operación para las aerolíneas regionales. Los estudios de mercado le dieron la razón y pronto el libro de pedidos registraba 46 por el nuevo avión. 
El primer aparato realizó su vuelo inaugural el 27 de enero de 1966, recibió la certificación de la FAA en junio del mismo año y a principios de julio se entrega el primer ejemplar a la Mohawk Airlines . Esta compañía había seguido con mucho detalle todo el desarrollo y producción de sus aviones, teniendo permanentemente un representante técnico en la fábrica de Hagerstown. 
Piedmont Airlines recibió su primer avión el 15 de marzo de 1967.

## Versiones
FH-227
Versión inicial motorizada con Dart 7 Mk 532-7 de 2250 CV. Estos motores tenían una reducción de 0.093:1. Peso máximo en despegue 19.730 kg (43.500 lb). 
FH-227B  
Versión reforzada de mayor peso, pedida por Piedmont Airlines en abril de 1966 y que entrará en servicio en marzo de 1967. Como planta motriz se instalan Dart Mk 532-7L de 2250 cv y el avión es equipado con hélices de mayor diámetro. El peso máximo en despegue pasa a 20.640 kg (45.500 lb).
FH-227C 
Básicamente un FH-227 con las hélices del FH-227B. Mismo peso máximo al despegue y motorización.
FH-227D 
Versión pasajeros-carga convertible. Equipada con frenos mejorados ABS y sistema de flaps con posiciones intermedias para el despegue. Motores Dart 7 532-7C o Dart 7 Mk 532-7L de 2.300 cv y reducción de 0.093:1. Peso máximo al despegue de 20.640 kg (45.500 lb). 
FH-227E 
FH-227C modificado en FH-227D.Motorización Dart 7 Mk 532-7L de 2.300 CV. Peso máximo al despegue de 19.730 kg (43.500 lb).

## Producción
Los números de constructor de Fairchild Hiller van de C/N 501 al C/N 579, de hecho este último avión jamás fue terminado lo que da una producción de 78 aviones FH-227. Muchos de estos aviones fueron modificados a lo largo de su vida útil y pasaron de ser por ejemplo, convertidos de FH-227 a FH-227B u otras posibilidades según los deseos de los operadores. Pero en términos generales y tomando en cuenta su entrega inicial la producción puede dividirse en:
FH-227: 33 aviones
FH-227B: 37 aviones 
FH-227D: 8 aviones
Seis aviones fueron convertidos en FH-227E, incluyendo el C/N 501 originalmente el avión FH-227 demostrador de Fairchild Hiller, vendido después a la Mobil Oil donde volará con el registro N2657. Otros aviones serán modificados por Fairchild Hiller a lo largo de su vida útil en LCD, es decir con la gran compuerta de carga del lado izquierdo, en ese caso un FH-227E sería entonces un FH-227E LCD. Gran parte de los aviones serán modificados en LCD tipos hacia el fin de su vida activa.
De la serie final de ocho FH-227D, cinco aviones fueron construidos como FH-227D LCD, los tres aviones restantes construidos para diferentes organismos de México carecían de la gran compuerta de carga. De los cinco FH-227D LCD, dos fueron adquiridos por la Fuerza Aérea Uruguaya, los C/N 571 y C/N 572 recibiendo las matriculaciones FAU-570 y FAU-571. El FAU-571 entregado en 1968, fue perdido en un trágico accidente en los Andes el 13 de octubre de 1972, lo que lleva a la FAU a pedir a Fairchild un avión adicional, recibiendo entonces el FH-227D LCD C/N 574 que volará bajo la matriculación FAU-572.
Los otros dos FH-227D LCD (C/N 573 y C/N 575) fueron operados inicialmente por la "American Jet Industries" y la Texas Petroleum. El avión de producción final, el FH-227D C/N 578, tuvo como último operador la Armada de México, donde volaba bajo la registración MT-216.

### Características generales
- Tripulación: 3 (piloto, copiloto y sobrecargo)
- Capacidad: 48 a 52 pasajeros.
- Longitud: 25,5 m (83,7 ft)
- Envergadura: 29 m (95,1 ft)
- Altura: 8,4 m (27,6 ft)
- Peso vacío: 18 600 kg (40 994,4 lb)
- Peso útil: 6180 kg (13 620,7 lb)
- Peso máximo al despegue: 20 640 kg (45 490,6 lb) Máximo al aterrizar: 20.410 kg
- Planta motriz: 2× turbohélice Rolls-Royce Dart 532-7L.
  - Potencia: 1692 kW (2268 HP; 2300 CV) cada uno.
- Hélices: Cuadripala Rotol. Régimen máximo: 16.500 rpm, Posiciones: Ground fine pitch 0°, Flight fine pitch 16°, Cruise pitch 28° y Feathered con 83°.
- Diámetro de la hélice: 3,81 m (12,5 ft)

### Rendimiento
- Velocidad nunca excedida (Vne): 478 km/h (297 MPH; 258 kt)
- Velocidad máxima operativa (Vno): 420 km/h (261 MPH; 227 kt)
- Velocidad crucero (Vc): 407 km/h (253 MPH; 220 kt)
- Velocidad de entrada en pérdida (Vs): 157 km/h (98 MPH; 85 kt)
- Velocidad mínima controlable (Vmc): 166 km/h (103 MPH; 90 kt)
- Alcance: 2661 km (1437 nmi; 1653 mi)
- Techo de vuelo: 8535 m (28 002 ft)

Estos motores permitían un máximo de 15.000 rpm, y se recomendaba evitar operaciones entre las 8.500 y las 9.500 rpm. El máximo de temperatura permitido era de 930° en el arranque y 905° en la fase de despegue por cinco minutos.
- Caja de reducción del motor: 0,093:1.
- Flaps: 7 posiciones.
- Combustible: 5.150 l (1.364 galones).
- Consumo: 202 gal/hora.

### Accidente notable
Un Fairchild de la Fuerza Aérea Uruguaya se estrelló en la cordillera de los Andes cuando transportaba jugadores de rugby uruguayos a Chile, el vuelo 571 de la Fuerza Aérea Uruguaya. El incidente dejó 29 personas fallecidas y 16 supervivientes, quienes se enfrentaron durante 72 días a las gélidas temperaturas de la alta montaña, la inanición, la deshidratación, y a la dura prueba de ingerir la carne de sus amigos fallecidos.